# Anomalophylla wulingshanica
Anomalophylla wulingshanica är en skalbaggsart som beskrevs av Ahrens 2005. Anomalophylla wulingshanica ingår i släktet Anomalophylla och familjen Melolonthidae. Inga underarter finns listade i Catalogue of Life.